# أمر بين الأمرين
الأمر بين الأمرين أو بين الجبر والتفويض من عقائد المذهب الشيعي الاثنا عشري في أفعال العباد، وهي من مباحث العدل عند الاثنا عشرية، والأصل الثاني من أصول الدين عند الشيعة الاثنا عشرية، ونظرية الأمر بين الأمرين في مقابل نظرية الجبر عند الأشاعرة ونظرية التفويض عند المعتزلة.

## تعريف النظرية
المقصود بالنظرية أن الأفعال التي تصدر من الإنسان هي فعل الإنسان وباختياره وفي الوقت نفسه فعل الله، أي أن الإنسان يصدر منه الفعل بإرادته وفي الوقت نفسه بإرادة الله ومشيئته التي يعطي الإنسان الإرادة والاختيار.
- كما يعبّر عنها السبزواري بقوله: (والفعل فعل الله وهو فعلنا)
مثال لتوضيح
قال جعفر بن محمد الصادق: (لا جبر ولا تفويض ولكن أمر بين أمرين، فقيل ما أمر بين أمرين؟ قال: مثل ذلك رجل رأيته على معصية فنهيته فلم ينتهِ، فتركته، ففعل تلك المعصية، فليس حيث لم يقبل منك فَتَرَكْته كنت أنت الّذي أمرته بالمعصية).
- المثال الذي ذكره أبو القاسم الخوئي لتوضيح نظرية لا جبر ولا تفويض بل أمر بين الأمرين: لو فرضنا أن شخصاً مرتعش اليد، فاقد القدرة، فإذا ربط رجل بيده المرتعشة سيفاً قاطعاً، وهو يعلم أن السيف المشدود في يده سيقع على آخر ويهلكه، فإذا وقع السيف وقتله، ينسب القتل إلى من ربط يده بالسيف، دون صاحب اليد الذي كان مسلوب القدرة في حفظ يده. (هذا المثال يضرب للجبر)
و لو فرضنا أن رجلاً أعطى سيفاً لمن يملك حركة يده وتنفيد إرادته فقتل هو به رجلاً، فالأمر على العكس، فالقتل ينسب إلى المباشر دون من أعطى. (هذا المثال يضرب لنظرية التفويض)
و لكن لو فرضنا شخصاً مشلول اليد (لا مرتعشها) غير قادر على الحركة إلّا بإيصال رجل آخر التيار الكهربائي إليه ليبعث في عضلاته قوة ونشاطاً بحيث يكون لو رفع يده في آنٍ، انقطعت القوة عن جسم هذا الشخص في الحال وأصبح عاجزاً. فلو أوصل الرجل تلك القوة إلى جسم هذا الشخص، فذهب باختياره وقتل إنساناً، والرجل يعلم بما فعله، ففي مثل ذلك يستند الفعل إلى كل منهما، أمّا إلى المباشر فلأنه قد فعل باختياره وإعمال قدرته، وأمّا إلى الموصل فلأنه أقدره وأعطاه التمكن، حتى في حال الفعل والاشتغال بالقتل، كان متمكناً من قطع القوة عنه في كل آنٍ شاء وأراد.(وهذا مثال للأمر بين الأمرين)

## إثباتها

### الدليل النقلي
القرآن:
- من الآيات القرانية التي يستدل بها على نظرية الأمر بين الأمرين:
- {فَلَمْ تَقْتُلُوهم ولَكِنّ الله قَتَلَهُم وما رَمَيتَ إذْ رَمَيْتَ ولكِنّ الله رَمَى}.[5]
- قوله تعالى: {قَاتِلُوهم يُعذّبْهُمُ اللهُ بأيدِيكُم ويُخْزِهِم ويَنْصُرْكُمْ عليهِم ويَشْفِ صُدُورَ قَومٍ مُؤْمِنِين}[6]

تشير الآيتين إلى أن للفعل نسبتين؛ نسبة إلى الإنسان ونسبة إلى الله إلاّ أن هذه النسبة ليست على الشراكة أو على حدٍّ سواء. يقول محمد حسين الطباطبائي: (للأفعال جهتان: جهة ثبوت ووجود، وجهة الانتساب إلى الفاعل، وهذه الجهة الثانية هي التي تتصف بها الأفعال بأنّها طاعة أو معصية، أو حسنة أو سيئة).
- هناك العديد من الآيات القرآنية التي نسبت الفعل الواحد إلى الإنسان وآيات آخرى تنسب نفس الفعل إلى الله، كما جاء في حديثه عن قسوة القلوب:
- {ثُمَّ قَستْ قُلُوبُكُم مِنْ بَعْدِ ذلِك فهي كالحجارةِ أو أشَدُّ قسوةً}[8]
- {ولكِنْ قَسَتْ قُلُوبُهُم وزيَّنَ لَهُمُ الشيطانُ ما كانوا يعملُون}[9]
- نُسب فعل القسوة في هذه الآيات إلى الإنسان «اليهود».
- {فَبِمَا نَقْضِهِم مِيثَاقَهُم لَعَنّاهُم وجَعَلْنَا قُلُوبَهُم قَاسِيةً}[10]

- هناك الكثير من الآيات القرآنية التي تشير إلى أن الإنسان مختار في أفعاله، منها:
- {مَن عَمِلَ صَالحاً فلِنفسِهِ ومن أساءَ فَعَلَيْهَا ومَا رَبُّكَ بِظَلام لِلْعَبِيدِ}.[11]
- {كُلُّ امْرِئٍ بِمَا كَسَبَ رَهِين}.[12]
- {إنا هديناه السبيل إما شاكراً وإمّا كَفوراً}.[13]

كما أن هناك الكثير من الآيات القرآنية التي تتحدث عن مشيئة الله وإرادته بكل شيء، وإن كل شي تحت قدرته وسلطانه، منها:
- {وما تَشَاءُون إلاّ أنْ يَشَاءَ الله رَبُّ العالمين }[14]
- {قُلْ لاَ أَمْلِكُ لِنَفْسِي نَفْعاً ولاَ ضَرّاً إلاَّ مَا شَاءَ الله}[15]
- {ومَا كَانَ لِنَفْسٍ أنْ تُؤمِنَ إِلاَّ بِإِذْنِ الله}[16]

السنة
هناك الكثير من الروايات الواردة في السنة النبوية التي يثبت ويبين فيها أهل البيت نظرية الأمر بين الأمرين ويبطل الجبر والتفويض، منها:
- قال يزيد بن عمير بن معاوية الشامي: دخلت على علي بن موسى الرضا بمرو فقلت له: يا بن رسول الله روي لنا عن جعفر بن محمد الصادق أنه قال: لا جبر ولا تفويض بل أمر بين أمرين فما معناه؟ فقال: من زعم أن الله يفعل أفعالنا ثم يعذبنا عليها فقد قال بالجبر ومن زعم أن الله عز وجل فوض أمر الخلق والرزق إلى حججه فقد قال بالتفويض، فالقائل بالجبر كافر والقائل بالتفويض مشرك.

فقلت له: يا بن رسول الله فما أمر بين أمرين؟
فقال: وجود السبيل إلى إتيان ما امروا به وترك ما نهوا عنه. فقلت له: فهل لله عز وجل مشيئة وإرادة في ذلك؟ فقال: أما الطاعات فإرادة الله ومشيئته فيها الامر بها، والرضا لها، والمعاونة عليها، وإرادته ومشيئته في المعاصي النهي عنها، والسخط لها، والخذلان عليها.

## نظرية الجبر والتفويض

### الجبر
* القائل بهذه النظرية هم الأشاعرة.
* تعريفها: نظرية الجبر تعني أن الإنسان في أفعاله مجبور، فجميع أفعال الإنسان هي في الحقيقة أفعال الله. يعرّف محمد بن عبد الكريم الشهرستاني في كتابه الملل والنحل نظرية الجبر والجبرية بقوله: (الجبر هو نفي الفعل حقيقة عن العبد وإضافته إلى الرب. والجبرية أصناف: فالجبرية الخالصة هي التي لا تثبت للعبد فعلاً ولا قدرة على الفعل أصلاً. والجبرية المتوسطة هي التي تثبت للعبد قدرة غير مؤثِّرة أصلاً. وأما من أثبت للقدرة الحادثة أثراً ما في الفعل وسمّى ذلك كسباً، فليس بجبريّ)
و تنطلق نظرية الجبر من مقولة (لا مؤثر في الوجود إلاّ الله).
* الدافع: السبب في ذهاب الأشاعرة إلى القول بنظرية الجبر هو الحفاظ على أصل التوحيد (توحيد الخالقية).
* الدليل:
الدليل النقلي
من الآيات القرآنية التي يستدل إليها الأشاعرة لإثبات نظرية الجبر:
- {الله خَلَقَكُمْ ومَا تَعْمَلُون}[18]
- {وجَعَلْنَا على قُلُوبِهِم أَكِنَّةً أَنْ يَفْقَهُوهُ وفي آذَانِهِمْ وَقْراً} [19]

* من أقوال الأشاعرة في نظرية الجبر:
- قول الأشعري في كتاب الإبانة: (إنّه لا خالق إلّا الله، وإنّ أعمال العبد مخلوقة لله مقدّرة كما قال الله: {والله خَلَقَكُمْ ومَا تَعْمَلُونَ }[18]، وإن العباد لا يقدرون أن يَخلقوا شيئاً وهم يُخلقون، كما قال تعالى: {هَلْ مِنْ خَالِقٍ غَيْرُ الله} [20]) [21]

* النتائج: إن القول بنظرية الجبر يؤدي إلى:
1. نفي العدل عن الله ونسبة الظلم إليه.
2. نفي الحكمة عنه وذلك في عبثية الخلق وتكليف الإنسان وإرسال الأنبياء وإنزال الكتب السماوية والوعد والوعيد والعقاب.
3. نفي قانون السببية والعلّية والمعلولية في عالم الإمكان، فطبق نظرهم لا يوجد هناك الإّ علة واحدة تامة تقوم مقام جميع العلل، فلا تأثير في الوجود إلّا لله.
4. نفي الاختيار عن الإنسان.

إن نظرية الجبر تنطلق من الفهم الخاطئ لتوحيد الخالقية، بأن الله خالق كل شيء والمالك لكل شيء.

### الأدلة على بطلان الجبر
من الأدلة التي يستدل بها الشيعة على بطلان الجبر:
ما روي عن أبي جعفر وأبي عبد الله قالا: (إنّ الله أرحم بخلقه من أن يجبر خلقه على الذنوب ثمّ يعذّبهم عليها، والله أعزّ من أن يريد أمراً فلا يكون...)

### التفويض
* القائل بها هم المعتزلة.
* تعريفها: أن الله ليس له أي صلة بأفعال الإنسان، فهو خلق الإنسان فقط وفوض إليه أمره.
توضيح يرى أصحاب نظرية التفويض أن حاجة الموجود الممكن إلى واجب الوجود في الحدوث فقط دون البقاء، أي أن الله بعد أن يحدث ويوجد الإنسان يعطيه الاستقلال التام، فيكون الإنسان في أفعاله تام الاستقلال والاختيار والإرادة من دون أن يكون لله في أفعاله أي إرادة ومشيئة.
* الدافع: للحفاظ على العدل الإلهي، الذي يعد في مذهب المعتزلة من أصول الدين، وعدم نسبة الظلم الذي يرتكبه الإنسان إلى الله وتنزيهه عن ذلك.
* الدليل:
- الدليل العقلي
- يستدل القاضي عبد الجبار على نظرية التفويض بأدلة منها:

-أنّه توجد في أفعال الإنسان ما هو ظلم وجور، فلو كانت هذه الأفعال الظالمة والجائرة من فعل الله، يستلزم ذلك كون الله ظالما وجائرا، والله منزه عن ذلك.
- كما أن المذهب المعتزلي ينطلق في نظريته من قانون (أن علة احتياج ممكن الوجود إلى علة تكمن في حدوثه «حدوث الفعل» لا شيء آخر) ومن هذا المنطلق يكون ممكن الوجود بعد حدوثه وإيجاده مستغني عن العلة في بقاء وجوده. ويذكرون إمثلة حسية لإثبات ذلك، منها:

1. البناء؛ أن البناء يحتاج إلى البنّاء فقط في حدوثه، وبعد ذلك ليس بحاجة إليها، بحيث لو مات البنّاء فلا يؤثر ذلك في وجود البناء أبداً.
2. الكتاب؛ فإن احتياجه وعلاقته بالمؤلف فقط في حدوثه، وبعد ذلك ليس بحاجة إليها.

* من أقوال المعتزلة في التفويض:
- قول القاضي عبد الجبار: (ذكر شيخنا أبو علي: اتفق أهل العدل على أن افعال العباد من تصرفهم وقيامهم وقعودهم، حادثة من جهتهم، وأن الله أقدرهم على ذلك ولا فاعل لها ولا محدث سواهم).

* النتائج
1. نفي تعلق الإرادة الإلهية بأفعال الإنسان.
2. إن نظرية التفويض تستلزم الشرك، والقول بمخلوقين مستقلين.
3. كما أنها تستلزم محدودية القدرة الالهية، يقول موسى الكاظم: (مساكين القدرية أرادوا أن يصفوا الله بعدله فأخرجوه من قدرته وسلطانه).[22]

### الأدلة على بطلان نظرية التفويض

#### من القرآن
تتعارض نظرية التفويض مع ظاهر الآيات القرآنية، من ذلك:
- قوله تعالى: {يَا أَيُّهَا النَّاسُ أَنتُمُ الْفُقَرَاءُ إِلَى اللَّهِ ۖ وَاللَّهُ هُوَ الْغَنِيُّ الْحَمِيدُ}[23]
- قوله تعالى: {وَمَا هُم بِضَارِّينَ بِهِ مِنْ أَحَدٍ إِلَّا بِإِذْنِ اللَّهِ ۚ}[24]

## مسائل متعلقة بنظرية الأمر بين الأمرين
- هناك بعض علماء غير المذهب الشيعي ممن قبل بهذه النظرية، كالشيخ عبده في رسالة التوحيد، وأتباعه، وأيضاً قبل بها الرازي، وبعض مفكري مصر.[25] يقول محمد عبده: (فمنهم القائل بسلطة العبد على جميع أفعاله واستقلاله المطلق، وهو غرور ظاهر. ومنهم من قال بالجبر وصرّح به، وهو هدم للشريعة ومحو للتكاليف، وإبطال لحكم العقل).

## انظر ايضاً
- الحسن والقبح العقليين.
- العدل عند الاثنا عشرية.